# 国際紛争
国際紛争（こくさいふんそう、英: international conflict, international dispute, international controversy）は、国家をはじめとする行為主体の間において国際的な価値・利益の対立によって起こる紛争。一方の当事国が明確な請求を出し、他方の当事国がこれを拒絶して反対の請求を出している状態である。広義には戦争も含まれるが、一般的には戦争に至らない国家間の紛争をいう。

## 国際紛争の形態と要因
国際紛争の形態は、主に大国間、大国と小国間、小国間同士、国家対脱国家主体間、国家集団間、脱国家主体間同士、支配民族対少数民族間の紛争などに分類することができる。そして、国際紛争の要因とは、戦略的帝国主義による紛争、冷戦以降の大国間の覇権争いを背景とする代理戦争、国家の威信をめぐる紛争や帝国主義による侵略戦争、限定的な領土をめぐる紛争、国家の統一をめぐる紛争や正当な政府の地位をめぐる紛争、民族独立・解放戦争、その他分類不能な紛争があげられる。
国際紛争の類型としては単一の国際紛争もあれば複数の国際紛争が複雑に絡み合う複合的国際紛争の場合もある。いずれも国際紛争は対立点が明白かつ具体的であるのに対して、争点が特定されない国際抗争(または国際対立、international conflict)という事態も発生している。国際紛争が処理(settlement)の対象であるのに対して国際抗争では解決(resolution)の対象となる。国際紛争の処理によって国際抗争が消滅する場合もあればしない場合もある。但し、国際抗争が国際政治学的アプローチであるのに対して国際法学としては国際紛争の処理のみを対象として考察される。
大国間の紛争とは、イギリス・フランスなど欧州列強同士の戦争や太平洋戦争終了後のアメリカ・ソ連の冷戦体制の紛争など政治経済面で世界を巻き込む影響力を持つ紛争があげられる。まさにこれは戦略的帝国主義や国家の威信をかけた紛争であったといえる。これに対して小国間同士とは国境をめぐる紛争はタイとカンボジアの国境紛争などがある。
国際紛争において戦争はすべではない。冷戦のように外交上の対立関係にあってもすべてが軍事衝突を伴うものではなかった。しかし、世界の歴史において過去3500年の間に紛争がなかった年は270年程度であり、有史以来、人類は国家・民族紛争の中心に戦争があったことは事実であろう。

## 国際紛争の平和的処理
国際社会は19世紀以来、幾度となく国際法において戦争の違法化を推進してきた。しかし、それは歴史的にも困難をきわめてきた。たとえば、国際法上において初めて国際紛争における戦争違法化を果たした不戦条約であるが、しかし、不戦条約が第二次世界大戦の阻止につながらなかったように、それは徹底して遵守されなかった。
国際紛争の平和的処理がはじめて採択されたのは、1899年に開催された第1回ハーグ平和会議であり、1907年の第2回ハーグ平和会議で修正された国際紛争平和的処理条約が成立した。これが第一次世界大戦後の1921年、国際連盟規約につながり、1928年の国際紛争平和的処理一般議定書、第二次世界大戦後の国際連合憲章と続けて採択されてきたのも、まさに世界政府のないアナーキカルソサイエティ(無政府社会)といわれる国際社会において、「国際法という規範」と「各国家の利益または武力を中心としたパワー」とが相剋関係にあるためである。
国際法上、国際紛争の処理手続きには、交渉(negotiataion)、周旋(good office)、仲介(mediation)、調停(conciliation)、審査(inquiry)がある。法律的紛争は裁判手続きをとるが、政治的紛争に対しては調停などにより処理を図ることとされる。即ち、国際紛争を平和的処理を履行する上ではこれらの手法に基づき、国際司法裁判所や国際海洋法裁判所などにおいて国際司法の判断を仰ぐか、或いは外交努力により解決するのが望ましい。しかし、紛争当事国が原告として国際司法に提訴した場合、被告となる国が応訴しなければ国際裁判として成立せず、この場合、国際司法は国際紛争の平和的処理に十分な機能を果たせない。これはそもそも国家は国際司法における応訴義務を批准しない限り、国家に裁判義務がないことによるものである。
日本などでは、憲法において自国が国際紛争において武力の行使を禁止するなどとしているが、その他の諸外国にあっては、けっしてそれら戦争の違法化が徹底されていないことも国際紛争の解決を困難としている。

## 参照資料
- 下中弘編『大百科辞典』(平凡社、1996年)
- ジョセフ・ナイ・ジュニア著田中明彦・村田晃嗣訳『国際紛争』(有斐閣、2003年)